# نكتاريوس الأجانيطي
نكتاريوس الأجانيطي (باليونانية: Άγιος Νεκτάριος Αιγίνης)‏؛ (1 أكتوبر 1846 - 8 نوفمبر 1920)، أسقف المدن الخمس العجائبي الأجانيطي، هو أحد أشهر القديسين اليونانيين وقد تم تبجيله في كل من الكنيسة الأرثوذكسية الشرقية و‌الكاثوليكية واعتُرف به رسميًا من قِبل بطريركية القسطنطينية المسكونية عام 1961. يُحتفل بعيد القديس في 9 نوفمبر من كل عام.

## حياته

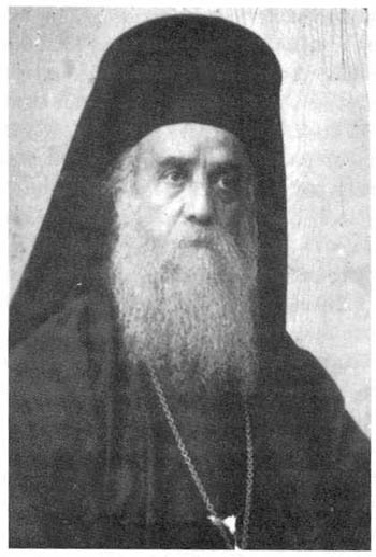
صورة للقديس نكتاريوس الأجانيطي.

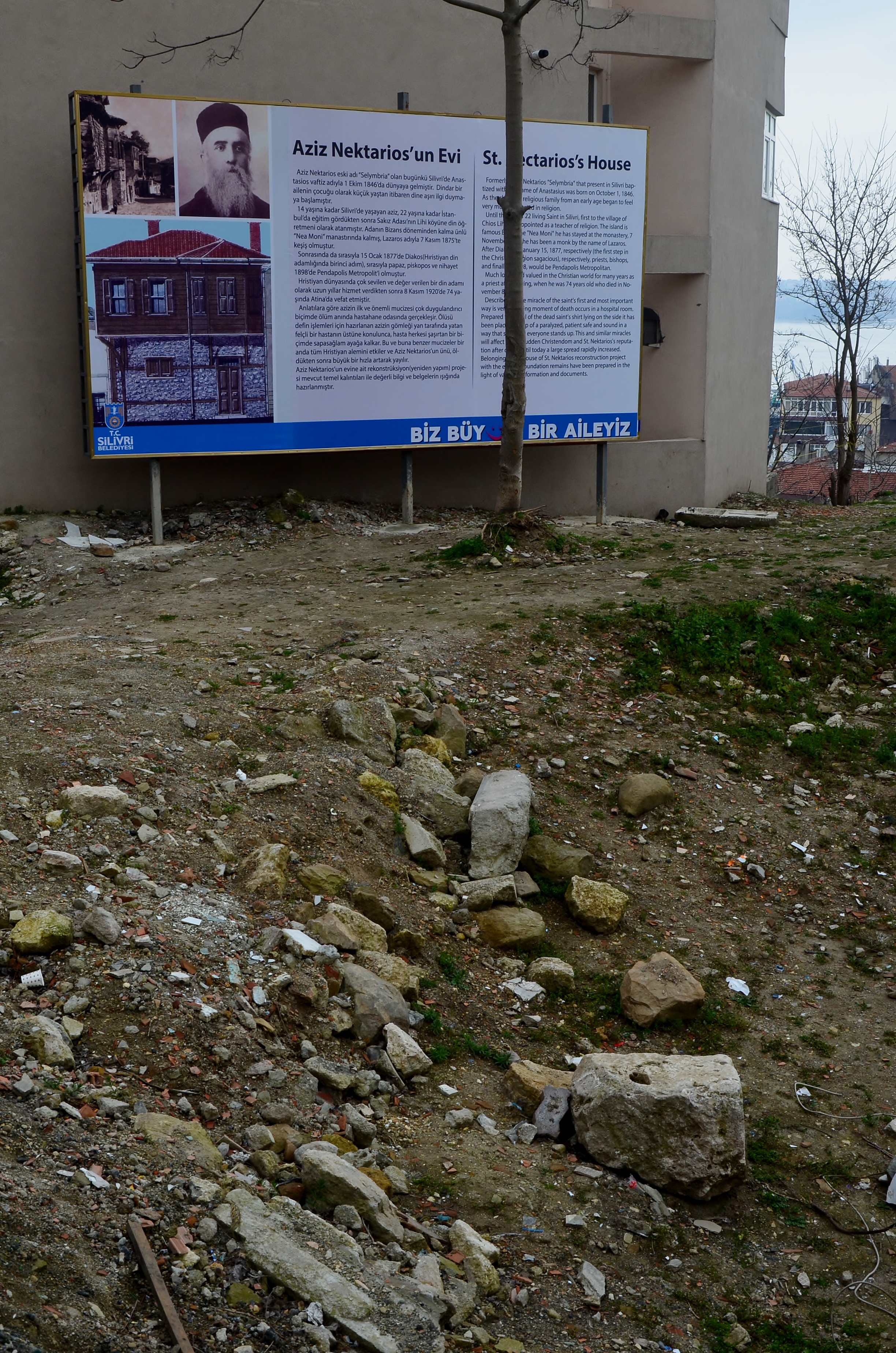
موقع منزل ميلاد القديس نكتاريوس في سيليفري، إسطنبول، تركيا.

وُلد أناستاسيوس كيفالاس، الذي أصبح لاحقًا نكتاريوس، في 1 أكتوبر 1846 في سيليمبريا، سيليفري حديثًا، إسطنبول في الدولة العثمانية لعائلة فقيرة. كان والديه، ديموس وماريا كيفالاس، مسيحيين أتقياء لكنهم ليسوا أثرياء.
في سن الرابعة عشرة، انتقل إلى القسطنطينية، إسطنبول حديثًا، للعمل ومواصلة تعليمه. في عام 1866، في سن العشرين، انتقل إلى جزيرة خيوس لتولي منصبًا تدريسيًا. في 7 نوفمبر 1876، أصبح راهبًا في دير نيا موني في الثلاثين من عمره، لأنه طالما رغب في اعتناق حياة الزهد.
بعد ثلاث سنوات من أن أصبح راهبًا، رُسم شماسًا يحمل اسم نكتاريوس. تخرج من جامعة أثينا عام 1885. خلال سنوات دراسته في جامعة أثينا، كتب العديد من الكتب والنشرات و‌تفاسير الكتاب المقدس.
بعد تخرجه ذهب إلى الإسكندرية، مصر، حيث رُسم كاهنًا وخدم في كنيسة القديس نيكولاس في القاهرة. تم تكريسه أسقف المدن الخمس (وهي أبرشية قديمة في برقة، فيما يعرف الآن بليبيا) من قِبل بطريرك الروم الأرثوذكس صفرونيوس في عام 1889.
شغل منصب أسقف في القاهرة لمدة عام. كان نكتاريوس يحظى بشعبية كبيرة بين الناس، مما أثار الغيرة بين زملائه. كانوا قادرين على إقناع رئيسه بأن نكتاريوس لديه طموحات لإزاحة البطريرك. تم إيقاف نكتاريوس من منصبه دون تفسير. ثم عاد إلى اليونان عام 1891، وقضى عدة سنوات كواعظ (1891-1894). ثم كان مديرًا لمدرسة ريزاريوس الكنسية لتعليم الكهنة في أثينا لمدة خمسة عشر عامًا. طوّر العديد من الدورات الدراسية، وكتب العديد من الكتب، بينما كان يكرز على نطاق واسع في جميع أنحاء أثينا.
في عام 1904، وبناءً على طلب العديد من الراهبات، أنشأ لهم دير الثالوث المقدس في جزيرة أجانيطس.
في ديسمبر 1908، عن عمر يناهز 62 عامًا، استقال نكتاريوس من منصبه كمدير مدرسة وانسحب إلى دير الثالوث المقدس في أجانيطس، حيث عاش بقية حياته كراهب. كتب ونشر وبشر وسمع الاعترافات. كما اعتنى بالحدائق وحمل الحجارة وساعد في بناء أبنية الدير التي شُيدت بأمواله الخاصة.
توفي نكتاريوس في 8 نوفمبر 1920، عن عمر يناهز 74 عامًا، بعد دخوله المستشفى بسبب سرطان البروستاتا وبعد شهرين من العلاج. تم نقل جسده إلى دير الثالوث المقدس، حيث دفنه أعز أصدقائه سافاس من كاليمنوس، الذي رسم لاحقًا أول أيقونة لنكتاريوس. حضر جنازة نكتاريوس جموع من الناس من جميع أنحاء اليونان ومصر.

## تبجيل
أُزيلت رفات نكتاريوس من القبر في 2 سبتمبر 1953. تم الاعتراف الرسمي بنكتاريوس كقديس من قِبل بطريركية القسطنطينية المسكونية في 20 أبريل 1961. يتم الاحتفال بعيد القديس نكتاريوس في 9 نوفمبر من كل عام.

## قرار المجمع المقدس لبطريركية الإسكندرية
في 15 سبتمبر 1998، أعادت بطريركية الإسكندرية للروم الأرثوذكس رتبة نكتاريوس الكنسية:
الإسكندرية 15 سبتمبر 1998
لقد أنار الروح القدس الأعضاء المجتمعين في المجمع المقدس لبطريركية الإسكندرية وسائر إفريقيا، بقيادة صاحب الغبطة بتروس السابع بابا وبطريرك الإسكندرية وسائر أفريقيا، فمنذ أكثر من قرن تم طرد القديس نكتاريوس من كنيسة الإسكندرية المقدسة، وهو المعلم العظيم وأب الكنيسة الأرثوذكسية الشرقية للوصول إلى القرار التالي:
مع الأخذ في الاعتبار قرار الكنيسة بالاعتراف بنكتاريوس كقديس من بين القديسين بسبب معجزاته التي لا حصر لها وقبوله في الوجدان الديني للمسيحيين الارثوذكس في جميع أنحاء العالم، مناشد رحمة الله الخَيِّر
وبموجب هذا نُعِيد الرتبة الكنسية لقديس قرننا، القديس نكتاريوس، ومنحه ألقابه ونعترف به بكل فخر وشرف. نتضرع للقديس نكتاريوس أن يغفر لنا نحن غير المستحقين وأسلافنا وإخواننا في عرش الإسكندرية لمناهضة القديس، ولكلّ ما عانى منه أبونا الأقدس أسقف بينتابوليس (المدن الخمس) القديس نكتاريوس بسبب الضعف البشري أو الخطأ.
بتروس السابع، بنعمة الله
بابا وبطريرك الإسكندرية وسائر أفريقيا.